# Lauresses
Lauresses település Franciaországban, Lot megyében. Lakosainak száma 242 fő (2022. január 1.). Lauresses Quézac, Gorses, Labastide-du-Haut-Mont, Latronquière, Saint-Cirgues és Saint-Hilaire községekkel határos.

## Népesség
A település népességének változása:
| Lakosok száma | 542  | 505  | 402  | 297  | 268  | 268  | 263  | 248  | 246  | 242  |
|               | 1968 | 1982 | 1990 | 2006 | 2013 | 2015 | 2017 | 2019 | 2020 | 2022 |